# Salusjärvi
Salusjärvi är en sjö i Finland. Den ligger i kommunen Mänttä-Filpula i landskapet Birkaland, i den södra delen av landet, 220 km norr om huvudstaden Helsingfors. Salusjärvi ligger 107 meter över havet. I omgivningarna runt Salusjärvi växer i huvudsak blandskog. Arean är 2,47 kvadratkilometer och strandlinjen är 22,36 kilometer lång. Sjön  ingår i Kumo älvs huvudavrinningsområde. 